# Општина Даскалу Креаца (Илфов)
Даскалу Креаца (рум. Dascălu Creaţa) општина је у Румунији у округу Илфов.
Oпштина се налази на надморској висини од 87 m.